# Sabú Martínez
Louis "Sabú" Martínez (Nueva York, 14 de julio de 1930-Estocolmo, Suecia; 13 de enero de 1979) fue un conguero y percusionista estadounidense de origen puertorriqueño de música jazz. Fue una de las más destacadas figuras del movimiento Cubop, en los años 1950, apareciendo en las principales grabaciones del género en la época. Editó también algunos álbumes como líder.

## Historial
Debutó a los 11 años de edad, en 1941. Su proyección llegó cuando reemplazó a Chano Pozo en la big band de Dizzy Gillespie, en 1948, y se incorporó a la de Benny Goodman, en 1949. Durante los siguientes quince años, Martínez trabajó con  Charlie Parker, Duke Ellington, Count Basie, J.J. Johnson, Horace Silver, Thelonious Monk, Charles Mingus, Mary Lou Williams, Lionel Hampton, Noro Morales, los Lecuona Cuban Boys, Miguelito Valdés, Tito Rodríguez y Joe Loco. También trabajó con cantantes como Tony Bennett, Sammy Davis Jr. y Harry Belafonte.
Su primer disco, lo grabó con Art Blakey, en 1953, participando también en sus Orgy in Rhythm y Holiday for Skins, en 1957–58. Martínez organizó su propia big band en 1957, grabando su disco de debut como líder, Palo Congo, para Blue Note. Realizó otras grabaciones para los sellos Vik y Alegre Records. Martínez se trasladó a Suecia en 1967, grabando dos discos con la Francy Boland-Kenny Clarke Big Band. Permaneció en activo hasta mitad de los años 1970, falleciendo cuando apenas contaba 48 años.

## Discografía como líder
- Sabu Martínez (1957) Palo Congo
- Sabu Martínez (1961). Sabu's Jazz Espagnole. Alegre Records.
- Sabu Martínez (1973). Afro Temple. Grammofonverket.